# Paul Dolnstein

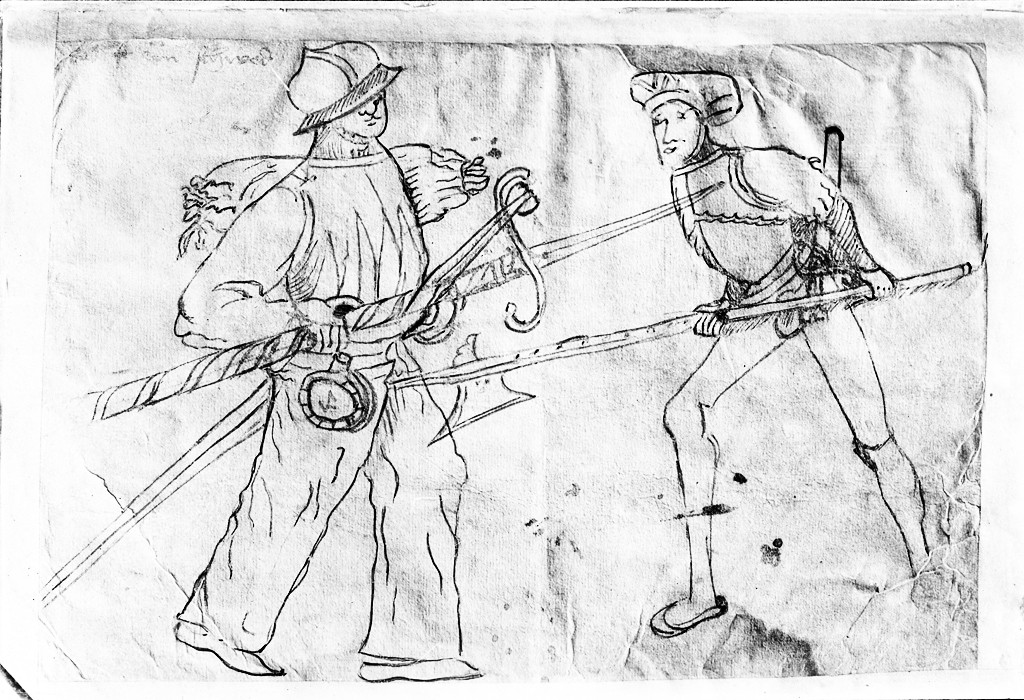
Darstellung in Paul Dolnsteins Kriegstagebuch und Szene in seinem Leben: Deutscher Landsknecht (rechts) im Kampf gegen einen schwedischen Bauernkrieger (1502)

Paul Dolnstein (* vor 1470 in Sachsen; † nach 1513), auch Tolnstein, war ein deutscher Ingenieur (im Sinne von Kriegsbaumeister) und Landsknecht. In seinem mit einigen skizzenhaften Federzeichnungen versehenen Kriegstagebuch schilderte Dolnstein als Augenzeuge militärische und historische Details aus dem Dänisch-Schwedischen Krieg (1501–1512).

## Leben
Paul Dolnstein überlieferte selbst seine Teilnahme und Verwundung bei der Belagerung des niederländischen Montfort in sächsischen Diensten unter Albrecht dem Beherzten 1491. Von 1494 bis 1496 leitete Dolnstein als Brückenbaumeister und Baurechnungsführer im Dienst des Kurfürsten Friedrich III. von Sachsen den Bau der Elbbrücke in Torgau. Zumeist verdingte er sich aber als Landsknecht und Kriegsingenieur in holländischen, sächsischen und dänischen Diensten. Mit einem von Joachim von Brandenburg entsandten Kontingent gelangte Dolnstein über Dänemark nach Norwegen und Västergötland. Dort nahm er an den Kämpfen König Johanns I. bzw. seines Sohnes Christian gegen die aufständischen Schweden teil.
Im Kampf um die Festung Älvsborg (bei Göteborg) standen Dolnstein und 1.800 weitere deutsche Landsknechte unter dem Kommando des Hauptmanns Sigmund List im Jahr 1502 einem zahlenmäßig überlegenen schwedischen Bauernheer von bis zu 15.000 Mann gegenüber, das für den Reichsverweser Sten Sture kämpfte. Nach diversen Details über die Belagerung Älvsborgs bzw. über die unterschiedliche Ausrüstung der Deutschen und Schweden erwähnte Dolnstein noch die Eroberung einer weiteren, nicht näher genannten Burg. Historiker haben in Dolnsteins Skizzen die nahegelegene Stadt Öresten erkennen wollen.
Dolnstein selbst wurde zuletzt 1513 in sächsischen Rechnungsbüchern erwähnt. Sein Kriegstagebuch befindet sich im Thüringer Staatsarchiv Weimar und ist eines der frühesten Kriegstagebücher in deutscher Sprache und vor allem durch seine waffenkundlichen sowie kostümgeschichtlichen Skizzen bedeutsam.